# Ernie Toseland
Ernest „Ernie“ Toseland (* 17. März 1905 in Northampton, England; † 19. Oktober 1987 in Stockport, England) war ein englischer Fußballspieler. Wegen seiner Schnelligkeit wurde Toseland auch der fliegende Stürmer oder Der Jesse Owens des Fußballs genannt.

## Karriere
Toseland spielte in seiner Jugend bei Northampton Town und bei Queens Park Rangers. 1928 unterzeichnete er bei Manchester City. Er war von 1928 bis 1938 ein Teil der Mannschaft von Manchester City und lief in 368 Ligaspielen auf, in denen er 61 Tore erzielte. Sein erstes Tor für den Verein erzielte er in der Spielzeit 1928/29 in einem Spiel gegen Aston Villa, das man 3:0 gewann. Die zwei anderen Tore erzielten Eric Brook und Tommy Johnson. Die Saison beendete Manchester City auf dem achten Platz.
Die Spielzeit 1929/30 beendete Manchester City auf dem dritten Platz, nur drei Punkte hinter dem damaligen Aufsteiger Derby County. In dieser Saison erzielte Toseland drei Tore im FA Cup, wo Manchester City in der fünften Runde gegen Hull City ausschied.
1930/31 beendete der Verein die Saison auf dem achten Platz. Toseland schoss in dieser Spielzeit zehn Tore. Der Torschützenkönig seiner Mannschaft war jedoch Eric Brook, der 16 Tore erzielte.
In der Saison 1931/32 konnte Toseland mit seinem Verein das Halbfinale des FA Cups erreichen, schieden dann jedoch bei einer 0:1-Niederlage gegen Arsenal aus. In der folgenden Spielzeit erreichte er mit seiner Mannschaft das Finale des FA Cups, in dem sie, dem FC Everton 3:0 unterlagen.
In der Saison 1934/35 erzielte Toseland fünf Tore und beendete die Saison mit seinem Verein auf dem vierten Platz, zehn Punkte hinter dem Meister FC Arsenal. Eines seiner fünf Tore erzielte er bei einem unvergesslichen 5:0-Sieg gegen die Wolverhampton Wanderers. Die Spielzeit 1936/37 beendete er mit zehn Toren und erreichte mit seiner Mannschaft die Meisterschaft, welches als die erste Meisterschaft des Vereins in die Vereinsgeschichte einging.
Zur Spielzeit 1937/38 wechselte er zu Sheffield Wednesday, konnte allerdings nur 15 Spiele absolvieren, bevor der Zweite Weltkrieg ausbrach.
Nach dem Zweiten Weltkrieg spielte Toseland noch bei einigen Amateurvereinen.

## Erfolge
Manchester City
- FA-Cup-Sieger: 1933/34
- Englischer Meister: 1936/37